# Gröningen (Wüstung)

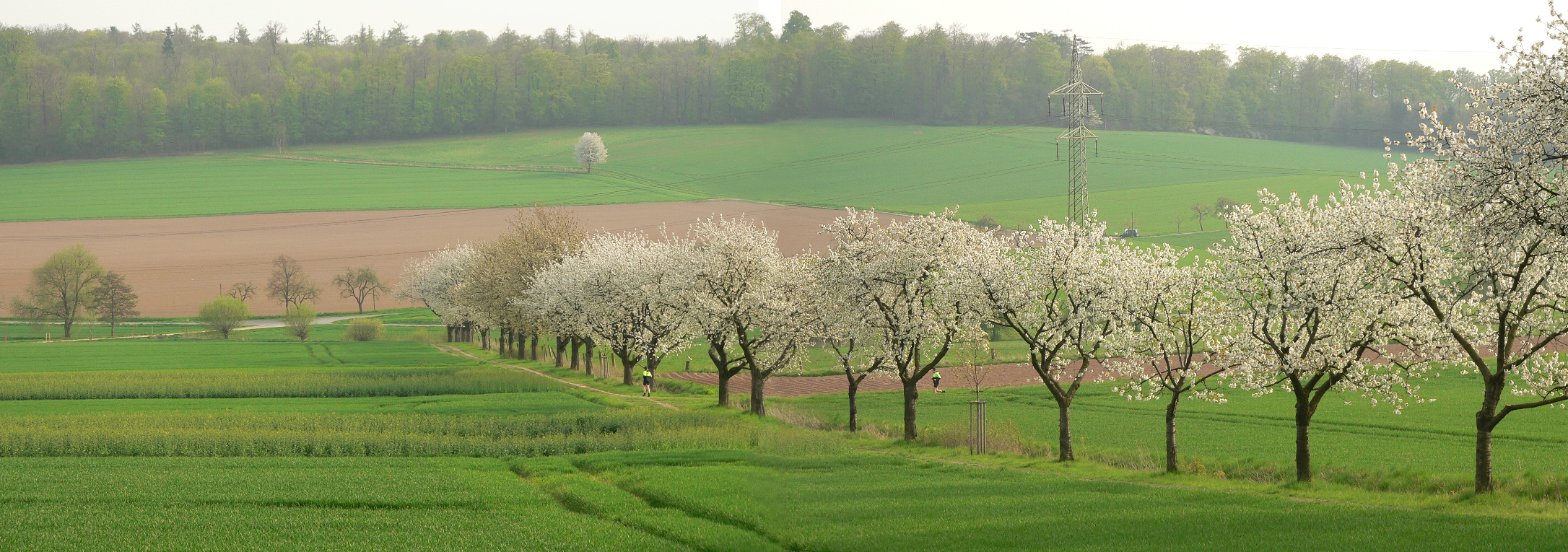
Blick auf das Gröninger Feld mit der vermuteten Ortsstelle von Gröningen beim Hochspannungsmast

Gröningen ist eine wüst gefallene mittelalterliche Siedlung im Norden von Hameln in Niedersachsen. Die einst westlich des Schweinebergs bei Holtensen gelegene Ansiedlung gehört zu einer Reihe von Ortschaften rings um Hameln, die im Mittelalter und der Neuzeit eingegangen sind.

## Beschreibung
Zu Gröningen gehörten während des Mittelalters bis zu fünf Bauernhöfe. Um 1350 bestand die Siedlung noch, fiel aber im Laufe des ausgehenden 14. Jahrhunderts wüst. In zwei undatierten Urkunden wird sie als Groninge und als Groningen genannt.  Auf einer Karte von 1760 ist die frühere Ortsstelle unter der Bezeichnung „Die Haus-Stätten“ eingezeichnet. Heute zeugt von der früheren Siedlung das etwa einen Quadratkilometer große Gröninger Feld. Es ist als Rodungsinsel inmitten eines Waldgebietes entstanden und war früher die landwirtschaftlich genutzte Fläche von Gröningen. Die Siedlung lag zentral im Gröninger Feld am Bachlauf der Krummen Beeke. Dies ist wahrscheinlich eine Senke auf einer Weide nahe einem Hochspannungsmast.
Nahe der Ortsstelle verlief die Hamelner Landwehr als äußerer Schutzring um die Stadt; sie entstand etwa in der zweiten Hälfte des 14. Jahrhunderts. Nördlich und östlich des Gröninger Feldes haben sich diese Anlagen im Wald stellenweise erhalten. Unweit der Siedlung Gröningen befand sich die Holtenser Warte, als Durchlass in der Landwehrlinie von Hameln. Im Wald südwestlich des Gröninger Feldes wurde Ende des 18. Jahrhunderts das Forsthaus Heisenküche erbaut. Es sollte die nördliche Grenze des Hamelner Stadtforstes schützen.

## Historische Kulturlandschaft
Das Gröninger Feld ist eine 3,2 km² große historische Kulturlandschaft von landesweiter Bedeutung innerhalb der Kulturlandschaft Zentrales Weserbergland. Diese Zuordnung zu den Kulturlandschaften in Niedersachsen hat der Niedersächsische Landesbetrieb für Wasserwirtschaft, Küsten- und Naturschutz (NLWKN) 2018 getroffen. Ein besonderer, rechtlich verbindlicher Schutzstatus ist mit der Klassifizierung nicht verbunden. 